# Дуитама
Дуитама (исп. Duitama) — город и муниципалитет в Колумбии в составе департамента Бояка. Город известен под названием жемчужина Бояки . В 1995 году Дуитама стала местом проведения Чемпионата мира по шоссейным велогонкам.

## Географическое положение

Муниципалитет Дуитама

Город расположен в департаменте Бояка в 55 км от столицы департамента Тунхи и в 170 км к северо-востоку от столицы страны Боготы. Абсолютная высота — 2 461 метров над уровнем моря.

Площадь муниципалитета составляет 186 км².

## Население
По данным Национального административного департамента статистики Колумбии, совокупная численность населения города и муниципалитета в 2012 году составляла 111 367 человека.
Динамика численности населения города по годам:
| 2005    | 2006    | 2007    | 2008    | 2009    | 2010    | 2011    | 2012    |
| ------- | ------- | ------- | ------- | ------- | ------- | ------- | ------- |
| 107 406 | 108 126 | 108 776 | 109 365 | 109 914 | 110 418 | 110 911 | 111 367 |

Согласно данным переписи 2005 года мужчины составляли 47,2 % от населения города, женщины — соответственно 52,8 %. В расовом отношении белые и метисы составляли 99,8 % от населения города; негры — 0,2 %..
Уровень грамотности среди населения старше 5 лет составлял 94,5 %.